# Mistrzostwa Świata w Gimnastyce Artystycznej 2005
Mistrzostwa Świata w Gimnastyce Artystycznej 2005 odbyły się w okresie od 3 do 9 października w Baku, w Azerbejdżanie (w Kompleksie Sportowo-Koncertowym im. Heydəra Əliyeva).

## Skład reprezentacji Polski
- w układach indywidualnych:
  - Magdalena Markowska(inne języki)
  - Joanna Mitrosz
  - Aleksandra Szutenberg
  - Anna Zdun
- w układach zbiorowych:
  - Justyna Banasiak
  - Martyna Dąbkowska
  - Anna Górna
  - Agata Kasyna
  - Małgorzata Ławrynowicz
  - Aleksandra Wójcik

## Medalistki
Pełne wyniki, wraz z kwalifikacjami, dostępne są na Oficjalnej Stronie Zawodów.
- Finał w wieloboju w układach indywidualnych

1. Olga Kapranowa, Rosja
2. Anna Biessonowa, Ukraina
3. Irina Czaszczina, Rosja

- Finał w układach zbiorowych
  - wstążki

1. Bułgaria
2. Włochy
3. Rosja

- - 3 obręcze + 2 maczugi

1. Włochy
2. Rosja
3. Białoruś